# (15346) Bonifatius
(15346) Bonifatius (1994 RT11) – planetoida z grupy pasa głównego asteroid okrążająca Słońce w ciągu 3,43 lat w średniej odległości 2,27 j.a. Odkryta 2 września 1994 roku.